# Парламентские выборы на Кубе (1993)
Парламентские выборы на Кубе в 4-ю Национальную ассамблею были проведены 24 февраля 1993 года. Ассамблея была расширена до 589 членов. В 1992 году был принят новый избирательный закон и впервые после Кубинской революции выборы стали прямые.

## Кампания и выборы
Выборы проходили 24 февраля 1993 года одновременно с 14 провинциальными выборами. Из более 60 тыс. кандидатов Центральной комиссией были отобраны 589 кандидатов, то есть по одному кандидату на место в парламенте. На выборах они должны были получить не менее 50 % голосов. Избирателей призывали голосовать за весь список в целом и не разбивать голосование по отдельным кандидатам. Все отобранные кандидаты были избраны. Явка составила 99,57 %. Рикардо Аларкон де Кесада стал президентом Национальной ассамблеи.

## Результаты
| Тип голосования                    | Голоса    | %    | Места |
| ---------------------------------- | --------- | ---- | ----- |
| По всему списку                    | 6 939 894 | 95,1 | 589   |
| По отдельным кандидатам            | 360 735   | 4,9  | 589   |
| Недействительных/пустых бюллетеней | 551 686   | —    | —     |
| Всего                              | 7 852 364 | 100  | 589   |
| Источник: IPU                      |           |      |       |